# Educació informal
L'educació informal (en anglès informal education) fa referència al procés educatiu no organitzat que transcendeix al llarg de la vida d'una persona, provinent de les influències de la vida diària i el medi ambient. Aquest concepte està relacionat amb diferents formes d'educació alternativa, com poden ser: 
- Educació en la llar (Homeschooling)[1] i Unschooling,[2] aprenent de manera natural i espontània, a partir d'experiments personals, jocs informals o reglaments, activitats familiars i educació familiar, amb preceptors, esportives, aficions, viatges, lectures, interacció social i els cursos lectius.[3]
- Autodidactisme, estudis per compte propi.
- Treball Juvenil[4]

Els educadors informals, tant remunerats com no remunerats, treballen amb moltes classes d'individus i de grups, a través de plans socials i comunitaris o institucions de bé públic, fundacions, institucions de beneficència, etc. De fet, l'educació informal també es produeix a partir dels mitjans massius de comunicació com la televisió, cinema, revistes, periòdics, Internet o radiodifusió. Així com mitjançant d'altres canals com zoològics, museus, biblioteques, centres socials, ludoteques i activitats extraescolars.

## Educació alternativa a Espanya
Podem trobar una sèrie de mètodes de pedagogia alternativa amb presència en Espanya, són els següents:

### Mètode Waldorf
Va ser iniciada pel filòsof alemany Rudolf Steiner, cerca el desenvolupament de cada nen en un ambient lliure i cooperatiu, sense exàmens i amb un fort suport per part de l'art i els treballs manuals.
Segons Antonio Malagón, president de l'Associació de Centres Educatius Waldorf en Espanya, els tres trets principals dels col·legis Waldorf són: la participació familiar en el dia a dia de l'escola, la formació permanent del professorat i l'atenció al moment maduratiu de cada alumne per donar-li el seu temps en el seu procés de desenvolupament.
Són un tipus d'escoles que van sorgir fa quasi 90 anys en Stuttgart (Alemanya). A poc a poc els seus mètodes van ser implantats en 80 països dels cinc continents, encara que a Espanya no es va començar a conèixer fins al 1975.

### Mètode Montessori
Propugna la creació d'un entorn estimulant perquè cada nen desenvolupi el seu propi mètode d'aprenentatge servint-se de la seva curiositat innata. En les aules d'aquest sistema educatiu alternatiu els nens es divideixen per trams d'edat. Va ser desenvolupat per la doctora Maria Montessori

### Mètode Kumon
És un sistema d'aprenentatge japonès basat en dos programes: un de matemàtiques i un altre de lectura. El seu principal objectiu és el desenvolupament del potencial de l'aprenentatge dels nens: motivar l'alumne, millorar el seu rendiment acadèmic i aportar-los confiança.

### Mètode Doman
Es basa en el desenvolupament al màxim de les àrees sensorials del nen mitjançant l'estimulació perquè els petits siguin més intel·ligents. Els programes més populars en les escoles infantils són els dels Bits d'ntel·ligència, lectura i matemàtiques.